# Tales of the Jedi
Andor Star Wars : Les Aventures des petits Jedi
Tales of the Jedi (litt. « Histoires des Jedi ») est une série d'animation en 3D américaine en six épisodes de 10 à 15 minutes, créée par Dave Filoni et qui a diffusé tous ses épisodes sur le service de streaming Disney+ , le 26 octobre 2022,.
La série se concentre sur divers Jedi visibles dans la prélogie. La série fait partie de l'univers Star Wars de George Lucas et se déroule dans les décennies précédant Un nouvel espoir, au temps de l'ancienne République et de l'Ordre Jedi vus dans la deuxième trilogie. 
Une deuxième saison, nommée Tales of the Empire, a été annoncée en avril 2023 et diffusée le 4 mai 2024,. 

## Synopsis
La série se divise en deux volets : les premiers épisodes tournent autour du passé et de l'origine d'Ahsoka Tano, ils sont destinés à introduire le personnage dans la série The Clone Wars. Le deuxième arc suit le comte Dooku alors qu'il s'éloigne lentement du chemin des Jedi et finit par succomber au côté obscur de la Force. La relation avec son Padawan Qui-Gon Jinn est également explorée.
Outre ces trois personnages, d'autres personnages bien connus tels que Anakin Skywalker, Mace Windu, Bail Organa, le capitaine Rex, Plo Koon, Obi-Wan Kenobi et Ki-Adi-Mundi font également leur retour. De plus, Yaddle a été vue sous forme animée pour la première fois.

## Fiche technique
- Titre original et français : Tales of the Jedi
- Autres titres francophones :
- Création : Dave Filoni, Charles Murray
- Réalisation :
- Scénario :
- Direction artistique :
- Montage :
- Musique : Kevin Kiner, John Williams (thèmes originaux)
- Casting : Matt Lanter, Ashley Eckstein, Dee Bradley Baker, Terrence C. Carson, Corey Burton, Liam Neeson, Micheál Richardson, Janina Gavankar
- Production : Dave Filoni, Charles Murray
  - Production associée :
  - Production déléguée :
  - Production exécutive :
  - Coproduction :
- Sociétés de production : Lucasfilm, Lucasfilm Animation, Lucasfilm Animation Singapore
- Sociétés de distribution : Disney+
- Budget :
- Pays d'origine : États-Unis
- Langue originale : anglais
- Format : couleur - 2,55:1 - son Dolby Digital
- Genre : science-fiction
- Durée : 15 minutes

## Distribution

### Voix originales
- Matt Lanter : Anakin Skywalker (épisode 5)[7]
- Ashley Eckstein : Ahsoka Tano (épisodes 1, 5 et 6)[8]
- Dee Bradley Baker :  Capitaine Rex, Jesse, les soldats clones (épisode 5)
- James Arnold Taylor : Obi-Wan Kenobi (épisode 5)
- Terrence C. Carson (en) : Mace Windu (épisode 3)
- Corey Burton : comte Dooku / Dark Tyranus (épisodes 2 à 4)
- Liam Neeson : Qui-Gon Jinn (épisode 4)[9]
- Micheál Richardson (en) : Qui-Gon Jinn jeune (épisode 2)[9]
- Ian McDiarmid : Dark Sidious (épisode 3)
- Janina Gavankar : Pav-ti, la mère d'Ahsoka Tano (épisode 1)[10]
- Bryce Dallas Howard : Yaddle (épisode 4)[11]
- Phil LaMar : Bail Organa (épisode 6)
- Clancy Brown : Onzième frère (épisode 6)
- Brian George : Ki-Adi-Mundi (épisode 3)
- Sunil Malhotra : Nak-il (épisode 1)
- Toks Olagundoye : Gantika (épisode 1)
- Noshir Dalal : un villageois (épisode 1)
- Mark Rolston : Sénateur Dagonet (épisode 2)
- Josh Keaton : le fils du sénateur (épisode 2)
- Vanessa Marshall : l'aînée du village (épisode 2)
- Andrew Kishino : Hanel (épisode 3)
- Theo Rossi : Sénateur Larik (épisode 3)
- Terrell Tilford : Semage (épisode 3)
- Meg Marchand : la voix des archives du temple Jedi (épisode 4)
- Flo Di Re : Jocasta Nu (épisode 4)
- Dana Davis : Dreya, la sœur (épisode 6)
- Bryton James : Simu, le frère (épisode 6)
- David Shaughnessy : San Sang, le vieil homme (épisode 6)

Photos des interprètes principaux prêtant leur voix dans la version originale.

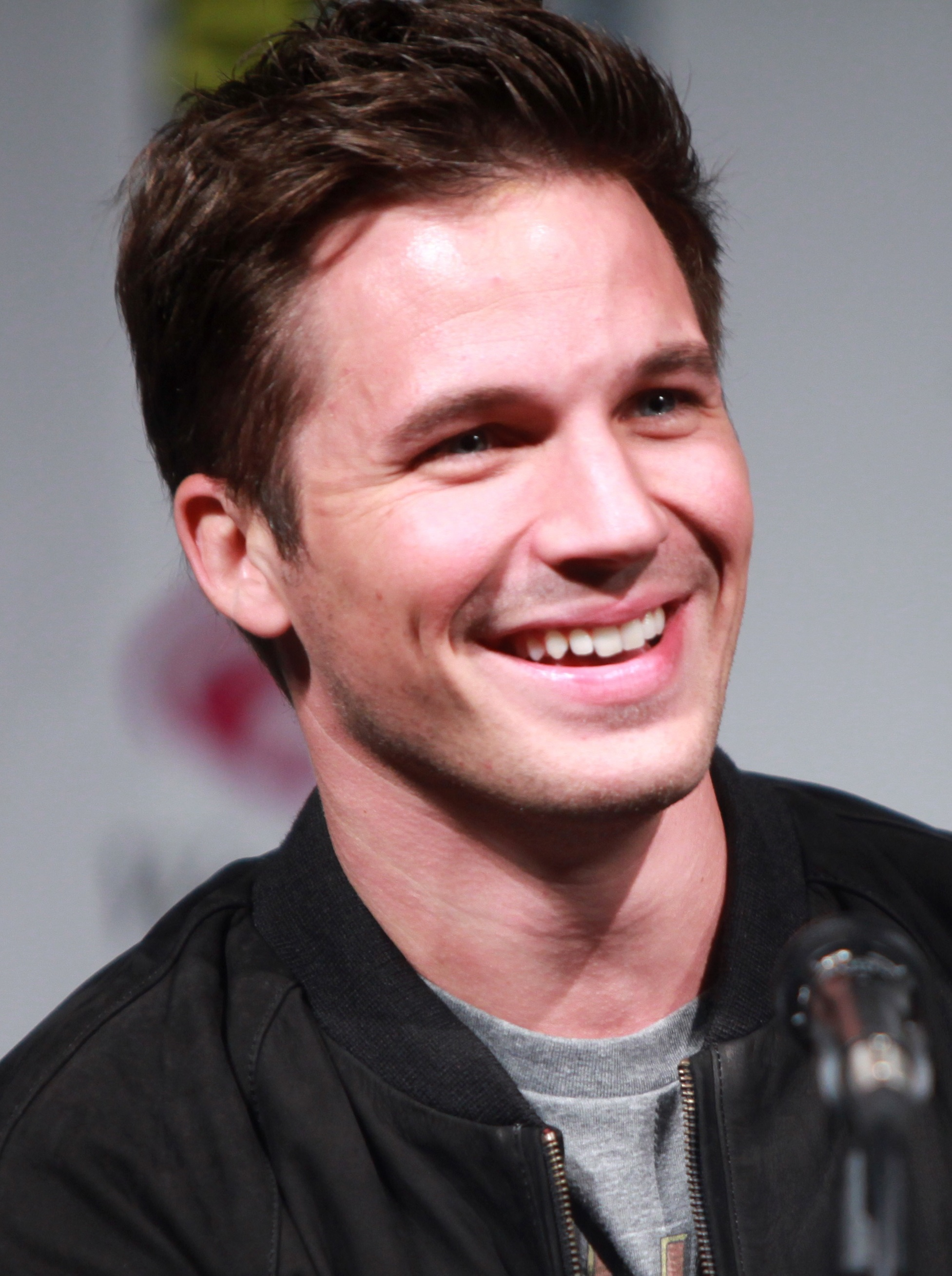
Matt Lanter en 2014.
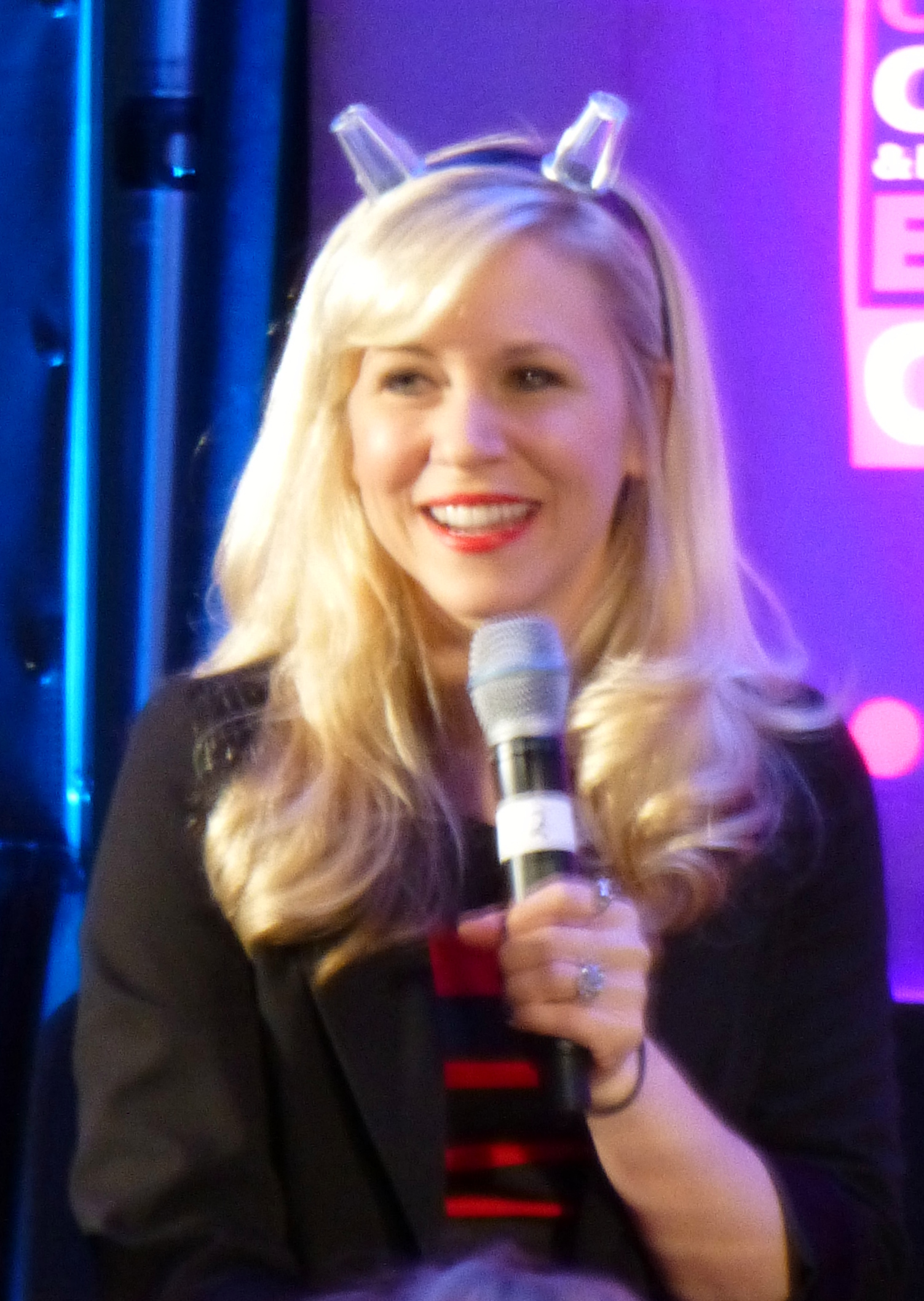
Ashley Eckstein en 2014.
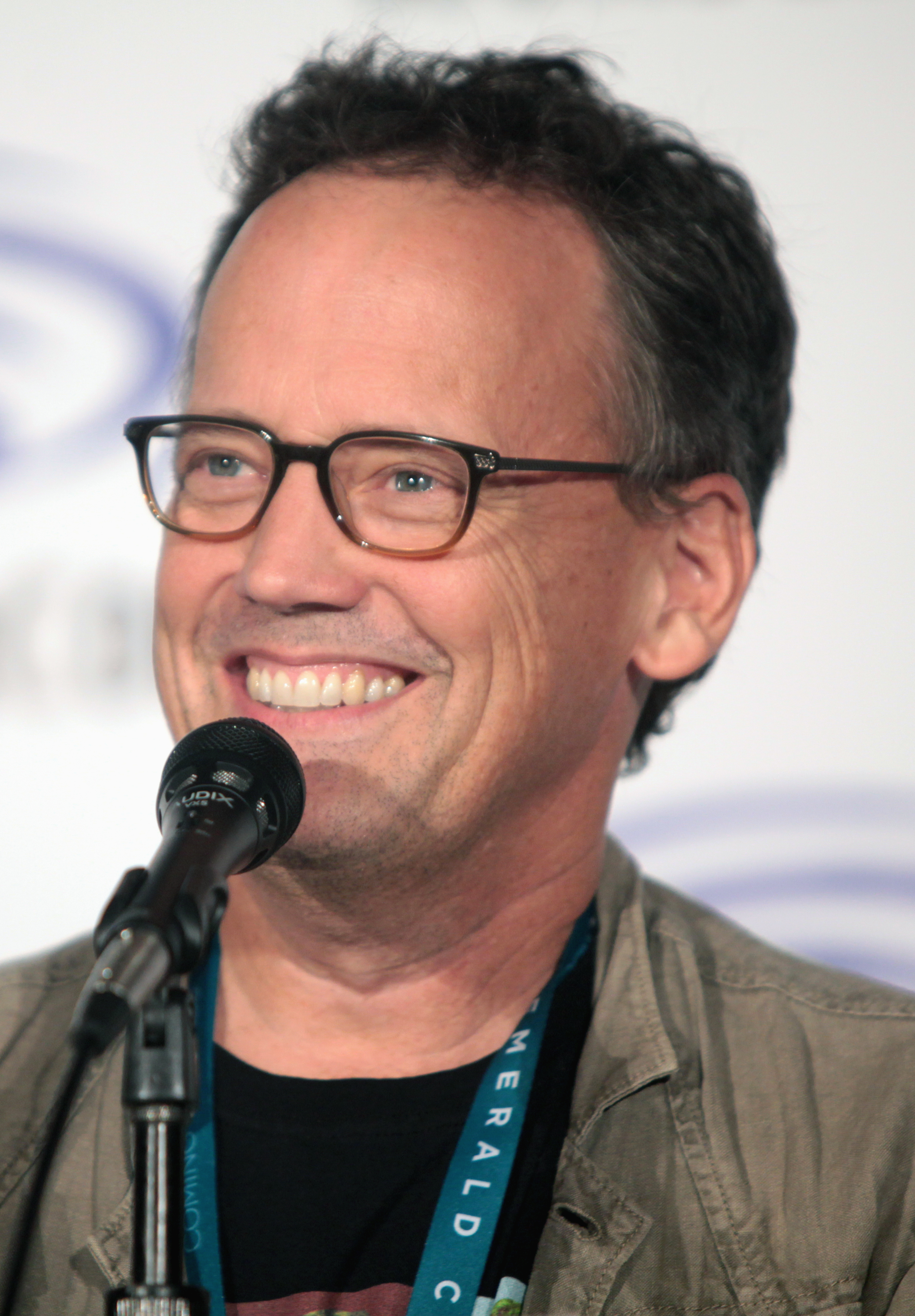
Dee Bradley Baker en 2016.

### Voix françaises
- Emmanuel Garijo : Anakin Skywalker (épisode 5)[2]
- Olivia Luccioni : Ahsoka Tano (épisodes 1, 4 et 6)[2]
- Serge Biavan :  Capitaine Rex, Jesse, les soldats clones (épisode 5)[2]
- Jean-Paul Pitolin : Mace Windu (épisode 3)[2]
- Philippe Catoire : comte Dooku / Dark Tyranus (épisodes 2 à 4)[2]
- Alexandra Garijo : Pav-ti (épisode 1)
- Barbara Beretta : Yaddle (épisode 4)
- Bruno Choël : Obi-Wan Kenobi (épisode 5)
- Samuel Labarthe : Qui-Gon Jinn (épisode 4)
- Yoann Sover : Qui-Gon Jinn jeune (épisode 2)
- Edgar Givry : Dark Sidious (épisode 4)
- Mathieu Buscatto : Onzième frère (épisode 6)
- Jean-Pol Brissart : Ki-Adi-Mundi (épisode 3)
- Bertrand Liebert : Bail Organa (épisode 6)
- Adrien Larmande : Nak-il (épisode 1)
- Toks Olagundoye : Gantika (épisode 1)
- Noshir Dalal : un villageois (épisode 1)
- Philippe Vincent : Sénateur Dagonet (épisode 2)
- Tom Trouffier : le fils du sénateur (épisode 2)
- Julie Dumas : l'aînée du village (épisode 2)
- Andrew Kishino : Hanel (épisode 3)
- Anatole de Bodinat : Sénateur Larik (épisode 3)
- Terrell Tilford : Semage (épisode 3)
- Françoise Pavy : Jocasta Nu (épisode 4)
- Valérie Bescht : Dreya, la sœur (épisode 6)
- Hervé Grull : Simu, le frère (épisode 6)
- Jérôme Keen : San Sang, le vieil homme (épisode 6)
Version française
  - Société de doublage : Dubbing Brothers
  - Direction artistique : Danièle Bachelet
  - Adaptation des dialogues : Emmanuel Jacomy et David Jacomy

## Liste des épisodes

### Épisode 1:La Vie et la Mort
- États-Unis : 28 mai 2022 à la Star Wars Celebration
- : 26 octobre 2022 sur Disney+

### Épisode 2:Justice
- : 26 octobre 2022 sur Disney+

### Épisode 3:L'Heure des choix
- : 26 octobre 2022 sur Disney+

### Épisode 4:Le Seigneur Sith
- : 26 octobre 2022 sur Disney+

### Épisode 5:En quête de perfection
- : 26 octobre 2022 sur Disney+

### Épisode 6:Résolution
- : 26 octobre 2022 sur Disney+

## Production

### Contexte
Dave Filoni a développé des idées pour la série tout en travaillant sur The Mandalorian en écrivant de courtes histoires sur divers Jedi. Lucasfilm a ensuite demandé à Filoni de réécrire ces histoires dans une série, après quoi un logo a été présenté aux employés de Lucasfilm pour la première fois en décembre 2021.
Filoni décrit la série comme explorant « deux chemins et deux choix », l’un suivant le personnage d'Ahsoka Tano et l’autre se concentrant sur le comte Dooku. Chaque personnage est exploré à trois époques différentes de leur vie. Comparé à la série The Clone Wars, Filoni a noté que Tales of the Jedi était plus lente et comme « une série de poèmes sonores » avec moins de dialogues et plus de narration visuelle. Cela a été inspiré par les œuvres de Hayao Miyazaki ainsi que du mentor de Filoni, le créateur de Star Wars : George Lucas. La première idée de Filoni pour la série était de montrer comment Ahsoka a été amenée à l’Ordre Jedi par Plo Koon, mais il a changé cela en une histoire sur le premier voyage de chasse d’Ahsoka avec sa mère parce qu’il n’y avait pas eu beaucoup d’histoires sur les mères de Star Wars. Filoni a averti que « ce ne sont pas seulement des histoires amusantes et heureuses. Ça devient parfois difficile. Il a particulièrement estimé que la vie de Dooku était « étonnamment tragique », et a attribué certains des épisodes les plus sombres de la série à leur écriture pendant la pandémie de Covid-19. Un aspect de Dooku que Filoni voulait explorer était la relation avec son Padawan Qui-Gon Jinn, que Filoni a décrit comme « l’un des meilleurs et, à certains égards, le plus intéressant des Jedi, en raison de sa philosophie, qui est différente du Conseil Jedi. Et où a-t-il appris cela, si ce n’est de son mentor, le comte Dooku ? ».

### Attribution des rôles
Lors du panel de mai 2022, il a été annoncé que Liam Neeson interprétera à nouveau son personnage Qui-Gon Jinn, tandis que son fils Micheál Richardson (en) interprétera la version jeune du personnage. Matt Lanter et Terrence C. Carson (en), entre autres, sont également de retour, tandis que Janina Gavankar a été choisie pour le rôle de Pav-ti, la mère d'Ahsoka Tano. Cette dernière interprétait déjà le rôle d'Iden Versio (en) dans le jeu vidéo Star Wars Battlefront II en 2017.
Le 25 octobre 2022, Bryce Dallas Howard annonce qu'elle prête sa voix à la Jedi Yaddle brièvement apparue dans le film La Menace fantôme en 1999.

### Annonce
Les premiers détails sur la série et des intrigues ont été révélés par Filoni lors du panel de la Star Wars Celebration 2022, où le public a vu un premier teaser et le premier épisode. La série devrait sortir sur Disney+ au second semestre de 2022.
La toute première bande-annonce est sortie le 10 septembre 2022 lors du panel Star Wars de la D23.
Le 7 octobre 2022, Lucasfilm publie l’affiche officielle de la série.
Une deuxième saison a été annoncée en avril 2023. Nommée Tales of the Empire, elle est sortie le 4 mai 2024. 